# Великите патета 2
„Великите патета 2“ (на английски: D2: The Mighty Ducks/The Mighty Ducks 2) е американска спортна трагикомедия от 1994 г. на режисьора  Сам Уейсман. Това е втората част на трилогията „Великите патета“, и е продължение на „Великите патета“ (1992), продуциран е от Уолт Дисни Пикчърс, The Kerner Entertainment Company и Avnet-Kerner Productions. Следва последният филм от поредицата – „Великите патета 3“ (1996).

## Актьорски състав
| Актьор             | Роля                                   |
| ------------------ | -------------------------------------- |
| Емилио Естевес     | Гордън Бомбей                          |
| Катрин Ербе        | Мишел Маккей                           |
| Майкъл Тъкър       | Дон Тибълс                             |
| Ян Рубенс          | Жан                                    |
| Карстен Нугаард    | Стансон                                |
| Мария Елингсен     | Мария                                  |
| Джошуа Джаксън     | Чарли Конуей, #96                      |
| Елдън Хенсън       | Фълтън Рийд, #44                       |
| Шон Уейс           | Грег Голдбърг, #33                     |
| Брандън Адамс      | Джеси Хол, #9                          |
| Мат Дохърти        | Лестър Ейвърман, #4                    |
| Винсент Ларусо     | Адам Банкс, #99                        |
| Гарет Ратлф Хенсън | Гай Джърмейн, #00                      |
| Маргарит Моро      | Кони Моро, #18                         |
| Коломба Якобсен    | Джули Гафни, #6                        |
| Арън Лор           | Дийн Портман, #21                      |
| Тай О'Нийл         | Дуейн Робъртсън, #7                    |
| Кинън Томпсън      | Ръс Тайлър, #56                        |
| Майк Витар         | Луис Мендоза, #22                      |
| Джъстин Уонг       | Кен Ву, #16                            |
| Скот Уайт          | Гюнар Стал, #9                         |
| Виселъс Реон Шанън | Джеймс Тайлър, по-големият брат на Ръс |

## В България
В България филмът е издаден на VHS от Александра Видео на 9 януари 2002 г.
На 6 май 2007 г. е излъчен по bTV от 20:00 ч. На 2 февруари 2008 г. е излъчен за втори път по същата телевизия, с разписание неделя от 13:00 ч.
През 2017 г. се излъчва и по HBO.